# Tasman Rip
Tasman Rip ist eine Meerenge im Archipel der Südlichen Shetlandinseln. Sie trennt Eadie Island im Norden von O’Brien Island im Süden. Besonderes Kennzeichen ist die hier auftretende Rippströmung mit zahlreichen Strudeln.
Wissenschaftler der British Joint Services Expedition (1976–1977) befuhren sie im Januar 1977 in Seekajaks der Firma Tasman, die der Meerenge ihren Namen gab.